# Svatava Kabošová
Svatava Kabošová, rozená Volfová, uváděna jako Svatava Marie/Maria/Mária Kabošová (14. dubna 1959) je žena mnoha profesí: muzikoterapeutka, novinářka, dramaturgyně, filmová producentka, scenáristka, televizní režisérka, rozhlasová autorka, hlasatelka a spisovatelka.

## Život
Svatava Volfová se narodila 14. dubna 1959. Jejím starším bratrem je Jaromír Volf (* 1. února 1954). Středoškolská studia absolvovala na Gymnáziu Wilhelma Piecka v ulici Wilhelma Piecka (v roce 1990 přejmenované na Korunní) na Vinohradech (v dnešní – rok 2023 – budově Arcibiskupského gymnázia v Praze). Vysokoškolská studia absolvovala na Filozofické fakultě Univerzity Karlovy v Praze, kde získala doktorát z historie. Manželem Svatavy Kabošové je slovenský režisér dokumentárních filmů Ladislav Kaboš (* 16. června 1953); synem pak kameraman a režisér Michael Kaboš (* 8. června 1982).   
V Československé televizi pracovala od roku 1985 do roku 1991 ve funkci editorky vzdělávacích pořadů pro děti a mládež. Po sametové revoluci v listopadu 1989 založila (v roce 1990) a vedla společnost Arcadia Entertainment Group. V roce 1991 zakládala a byla členkou vedoucího týmu mezinárodní společnosti Medial Awika s pobočkami na Slovensku, Maďarsku a Rakousko|Rakousku. Režisérkou, scenáristkou a producentkou „na volné noze“ je od roku 1999. Společnost Media Film spoluzaložila v roce 2005 a tuto společnost nyní (rok 2023) vede.

## Profesní profil
Svatava Kabošová produkovala více než 40 snímků. Jako rozhlasová spisovatelka a hlasatelka se podílela na více než 500 dílech celé řady pořadů („Healing sounds“, „Good morning“, „Czech republic, Help-line“, „Mystery“). Jako režisérka se podílela na více než 60 televizních nebo filmových projektech. Svatava Kabošová připravovala scénáře pro více než jedno sto pořadů Československé televize, Slovenské televize, Slovenské filmové tvorby, České televize, TV Markízy a dalších.

## Filmová a televizní tvorba

### Scenáristka
- 2019: M. R. Štefánik: Dobrodružný život legendy. Dokumentární životopisný historický televizní film podle scénáře Svatavy Kabošové režírovali Michael Kaboš a Noro Držiak a kameramany byli Michael Kaboš a Ladislav Kaboš. Film zobrazuje Štefanikovu komplexní osobnost na podkladě českých, slovenských a francouzských historiků a odborníků.[8][3]
- 2018: Kapela. (The Band) Dokumentární film podle scénáře Ladislava Kaboše a Svatavy Kabošové (produkce)[3] režíroval Ladislav Kaboš. Jedná se o volné pokračování filmu Všechny moje děti (z roku 2013). Na příbězích jednotlivých hudebníků romské kapely sledují diváci snahu hudebního tělesa dostat se mimo romskou osadu a do povědomí posluchačů hudebních festivalů.[9][3]
- 2013: Všechny moje děti. (All My Children) Dokumentární film režíroval Ladislav Kaboš; scénář napsali Ladislav Kaboš a Svatava Kabošová (produkce);[3] kameramanem byl Michael Kaboš. Hlavní postavou filmu je charismatický farář Marián Kuffa, který pomáhá v chudých a „zapomenutých“ romských osadách zlepšit životní podmínky a zároveň strhnout zájmem a vlastním příkladem jejich obyvatele k aktivitě směrem ke svépomocnému budování důstojnějšího bydlení.[10][3]
- 1999: Curriculum vitae (seriál). Životopisný dokumentární seriál („běh života“) měl několik scenáristů (Olga Sommerová, Svatava Marie Kabošová, Hana Pinkavová, Ladislav Kaboš) a několik režisérů (Svatava Marie Kabošová, Hana Pinkavová, Olga Sommerová, Ladislav Kaboš). Každá část seriálu pojednává o dramatickém životním příběhu nějakého člověka vystaveného každodennímu zápasu a těžkým životním zkouškám.[11][3]

### Režisérka
- 2014: Moje romské děti. Dokumentární televizní film; režie: Ladislav Kaboš, Svatava Marie Kabošová; kamera: Michael Kaboš, Peter Kubela. Jedná se o televizní verzi filmu Všechny moje děti (z roku 2013).[12][3]
- 2011: Tajemství Svatovítského pokladu. Dokumentární krátkometrážní televizní film režírovala Svatava Kabošová a za kamerou stál Michael Kaboš. Film reagoval na událost, kdy byla v prosinci 2011 zpřístupněna veřejnosti část Svatovítského pokladu v kapli svatého Kříže na Pražském hradě. Filmová esej hodnotí nadčasový význam „duchovní sbírky“ v historickém kontextu a souvislostech s přesahem do desátých let 21. století.[13][3]
- 2003: Romani vodži. Časosběrný dokumentární televizní film v režii Svatavy Kabošové mapuje životní příběh a cestu ke kněžství prvního rómského pravoslavného kněze – Davida Dudáše z Rokycan.[14][3]
- 2001: Meditace s hudbou.. Experimentální dokumentární televizní film v režii Svatavy Kabošové a Ladislava Kaboše.[15][3]
- 2001: Sisi - Kaiserliche Schönheit. Dokumentární hudební film v režii Ladislava Kaboše a Svatavy Kabošové byl natočen pro Orbi-Entertainment AG jako záznam muzikálu rakouského hudebního skladatele Rolanda Baumgartnera.[16][3]
- 2001: Šamani a zjevení. Dokumentární krátkometrážní televizní film z roku 2001 v režii Svatavy Kabošové reflektuje událost hromadné otravy entheogenem tří desítek účastníků meditačního semináře (vedeného českým neošamanem Petrem Chobotem) po požití čaje, k níž došlo 17. června 2001. Film se snaží nelézt odpovědi na otázky příčin touhy některých lidí 21. století po duchovních prožitcích a po jejich snaze hledat smysl života prostřednictvím náboženství, sekt nebo novodobého šamanismu. Film nastoluje otázky (ne)bezpečnosti léčitelských praktik či ošidnosti duchovních pastí a konfrontuje situace s oficiálním pohledem psychiatrů na tuto problematiku.[17][3]
- 1999: Curriculum vitae. (seriál)[3]
- 1995: The Treasury of Classical Music. (Poklady klasické hudby) Desetidílný dokumentární hudební cyklus „obrazových básní“ (audiovizuální ztvárnění hudebních děl) v režii Svatavy Kabošové a Ladislava Kaboše byl distribuován a vysílán v Kanadě, USA, v České televizi a Slovenské televizi. Tento cyklus – klenoty vážné hudby – byl v roce 1995 prezentován i na mezinárodním hudebním festivalu Zlatá Praha.[18][3]
- 1991: Hľadanie stôp alebo Kto je Kristína Royová ..? Dokumentární film režírovaný Svatavou Kabošovou se věnuje osobnosti slovenské evangelické myslitelky, náboženské spisovatelky, básnířky, zakladatelky charitativních ústavů (dětský domov „Chalúpka“, starobinec „Domov bielych hláv“) a zakladatelky abstinenčního spolku Modrý kříž Kristíny Royové, jejíž dílo bylo přeloženo do více než třiceti jazyků.[19][3]
- 1988: Jenom sen. Hraný romantický hudební televizní film (natočený pro ČT Praha) režírovaný Svatavou Kabošovou a Ladislavem Kabošem v hlavní roli s Ivetou Bartošovou.[20][3]

### Spolupráce
- 2019: Svatava Maria Kabošová (a KABOS Film & Media) se koprodukčně podílela na realizaci životopisného historického dlouhometrážního filmu Cesta do nemožna. Koprodukční slovensko–český film (trikové dokumentární drama) režiséra Noro Držiaka pojednává o Milanu Rastislavu Štefánikovi.[21][22]
- 2011: Svatava Kabošová spolupracovala na tvorbě dokumentárního životopisného filmu (s hranými pasážemi) režiséra Matěje Mináče Nickyho rodina (2011). Film je volnou dramatizací skutečných událostí z let 1938 až 2010 a zabývá se událostmi kolem Sira Nicholase Wintona, především jeho snahou zařídit povolení pro vycestování dětí, jejich přijetí v Británii a zařazení do náhradních rodin.[23][22]

## Publikační aktivity

### Překlady
- SLADKOV, Nikolaj Ivanovič. Lesní pohádky: rok v severském lese: pro čtenáře od 6 let. Překlad Svatava Maria Kabošová. 1. vydání Praha: Albatros, 1989; 77 stran. (Krátká vyprávění ze života polních a lesních zvířat.)
- IGNATENKO, Albert Venediktovič. Schola vitae = Škola života. Překlad Jana Folprechtová a Svatava Maria Kabošová. Vydání 1. Praha: Pragma, 1998; 399 stran; ISBN 80-7205-606-9. (Hluboká komplexní syntéza a analýza lidského vědomí; spojení teologických a filosofických systémů s exaktními poznatky současných věd; úvod do vědního interdisciplinárního odvětví „psychoenergosugestologie“)

### Spoluautorství
- KABOŠOVÁ, Svatava Maria a JELÍNEK, Marian. Skrytá cesta k vítězství: utajené zákulisí sportu. 1. vydání Praha: Gutenberg, nakladatelství Eminent 2003; 269 stran; ISBN 80-7281-160-6. (o zákulisí sportu z pohledu vlivu duchovního a duševního nastavení vrcholových sportovců)

### Audio tvorba
- KABOŠOVÁ, Svatava Maria. Dobré jitro (zvukový záznam). S.l.: Awika, 1994. 1 MC. Relaxace na každý den. (Obsahuje: Ptačí zpěv-Louka-Les-Prales-Moře-Měsíční svit-Magická struna-Znaky zvěrokruhu-Tajemství víry)